# 勒弗雷托
勒弗雷托（法語：Le Vrétot，法語發音：[lə vʁeto]）是法国芒什省的一个旧市镇，属于瑟堡区。2016年，勒弗雷托与临近的5个市镇合并为新市镇科唐坦地区布里克贝克。

## 地理
勒弗雷托（49°27'7"N, 1°42'39"W）面积20.56 平方千米，位于法国诺曼底大区芒什省，该省份为法国西北部沿海省份，西、北、东北三面环大西洋，东起顺时针与卡爾瓦多斯省、奧恩省、马耶讷省和伊勒-维莱讷省接壤。
与勒弗雷托接壤的市镇（或旧市镇、城区）包括：凯特托、科唐坦地区布里克贝克、莱佩尔克、皮埃尔维尔、圣日耳曼勒加亚尔、塞诺维尔、博蒙地区索尔托斯维尔、叙尔坦维尔。

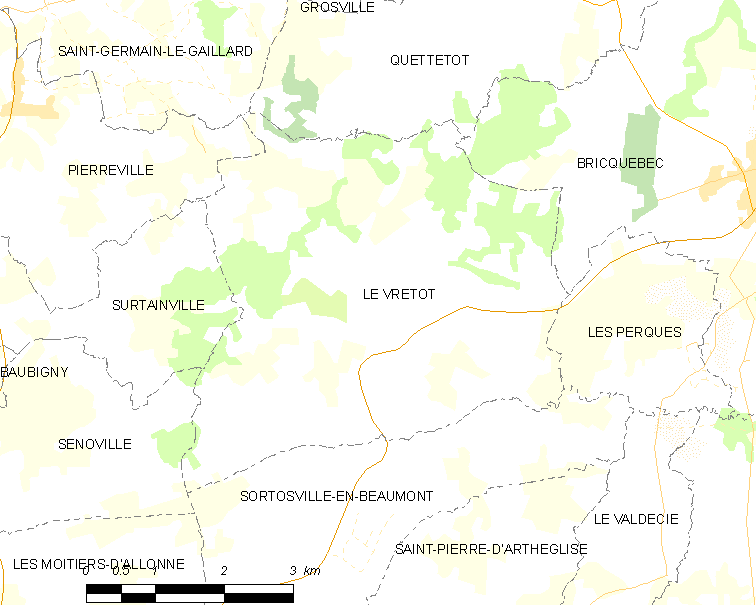
勒弗雷托的OSM定位图

勒弗雷托的时区为UTC+01:00、UTC+02:00（夏令时）。

## 行政
勒弗雷托的邮政编码为50260，INSEE市镇编码为50646。

## 政治
勒弗雷托所属的省级选区为科唐坦地区布里克贝克县。

## 人口

1962-2008年间勒弗雷托人口变化图示

勒弗雷托于2018年1月1日时的人口数量为635人。